# Championnats du monde de BMX 2014
Navigation
Édition précédente Édition suivante
Les championnats du monde de BMX 2014 se sont déroulés du 22 au 27 juillet 2014 à Rotterdam aux Pays-Bas.

## Podiums
| Épreuves                       | Or              | Argent            | Bronze             |
| ------------------------------ | --------------- | ----------------- | ------------------ |
| Épreuves masculines            |                 |                   |                    |
| Élite hommes                   | Sam Willoughby  | Tory Nyhaug       | Tre Whyte          |
| Contre-la-montre Élite hommes  | Sam Willoughby  | Corben Sharrah    | Joris Daudet       |
| Épreuve masculines - juniors   |                 |                   |                    |
| Junior hommes                  | Niek Kimmann    | Sean Gaian        | Romain Racine      |
| Contre-la-montre Junior hommes | Niek Kimmann    | Collin Hudson     | Brandon Te Hiko    |
| Épreuves féminines             |                 |                   |                    |
| Élite femmes                   | Mariana Pajón   | Alise Post        | Laura Smulders     |
| Contre-la-montre Élite femmes  | Laura Smulders  | Caroline Buchanan | Mariana Pajón      |
| Épreuves féminines - juniors   |                 |                   |                    |
| Junior femmes                  | Domenica Azuero | Shealen Reno      | Tatiana Kapitanova |
| Contre-la-montre Junior femmes | Sandie Thibaut  | Domenica Azuero   | Shealen Reno       |

## Tableau des médailles
| Rang  | Nation          | Or | Argent | Bronze | Total |
| ----- | --------------- | -- | ------ | ------ | ----- |
| 1     | Pays-Bas        | 3  | 0      | 1      | 4     |
| 2     | Australie       | 2  | 1      | 1      | 4     |
| 3     | Équateur        | 1  | 1      | 0      | 2     |
| 4     | France          | 1  | 0      | 2      | 3     |
| 5     | Colombie        | 1  | 0      | 1      | 2     |
| 6     | États-Unis      | 0  | 5      | 1      | 6     |
| 7     | Canada          | 0  | 1      | 0      | 1     |
| 8     | Grande-Bretagne | 0  | 0      | 1      | 1     |
| 8     | Russie          | 0  | 0      | 1      | 1     |
| Total | Total           | 8  | 8      | 8      | 24    |